# تاريخ اليهود تحت الحكم العربي

## بالقومية
- تاريخ اليهود في سوريا
- تاريخ اليهود في شبه الجزيرة العربية
- تاريخ اليهود في ليبيا
- تاريخ اليهود في مصر
- تاريخ اليهود في تونس
- يهود المغرب
- تاريخ اليهود في الجزائر
- يهود اليمن

### العراق
يهود العراق هو المصطلح الذي يطلق على سكنة العراق من اليهود.

### لبنان
اليهود اللبنانيون هم الأشخاص الذين يدينون باليهودية في لبنان، ومعظمهم من أصول مزراحية، ويعيشون في العاصمة بيروت وضواحيها. هاجر بعض اليهود اللبنانيين لإسرائيل والغالبية هاجرت وفرنسا وأمريكا الشمالية. يعيش أقل من 100 يهودي في لبنان اليوم مقارنة مع 22 ألفا عام 1948 م.